# Hypsiboas leucocheilus
Hypsiboas leucocheilus es una especie de anfibios de la familia Hylidae. Es endémica de Brasil.
Sus hábitats naturales incluyen bosques tropicales o subtropicales secos y a baja altitud, sabanas secas, ríos, marismas de agua dulce y corrientes intermitentes de agua.